# Luxshare
Luxshare Precision Industry Company Limited, также известна как Luxshare ICT — китайская компания электронной промышленности, контрактный производитель электронных компонентов и изделий. Входит в число крупнейших публичных компаний страны (в 2023 году заняла 575-е место в рейтинге Forbes Global 2000, 479-е место в рейтинге Fortune Global 500 и 29-е место среди 500 крупнейших частных предприятий КНР). Контрольный пакет акций Luxshare принадлежит Ван Лайчунь (Грейс Ван) и её брату Ван Лайшэну, которые входят в число богатейших миллиардеров Китая. 

## История
В 1999 году Ван Лайчунь, ранее работавшая в тайваньской корпорации Foxconn, объединила усилия со своим братом Ван Лайшэном, с которым они в мае 2004 года основали компанию Luxshare. В ноябре 2005 года была основана компания Xiexun Electronic (Цзиань). В сентябре 2010 года Luxshare Precision Industry вышла на Шэньчжэньскую фондовую биржу.
В 2011 году Luxshare приобрела компании ASAP Technology (Цзянси), Lanto Electronic и ICT Lanto, а также основала дочернюю компанию в Куньшане; в 2012 году приобрела компании JK Wiring Systems (Фуцзянь) и Jiuding Electronic (Хучжоу), в 2013 году — компанию SuK Kunststofftechnik (Германия), в 2015 году стала акционером Speed Tech Corporation.
В 2016 году Luxshare стала акционером компании Merry Electronic (Сучжоу) и основала первую дочернюю компанию во Вьетнаме; в 2017 году стала акционером компании Merry Electronic (Хойчжоу); в 2019 году основала дочерние компании в Индии и Вьетнаме (Нгеан), а также дочерние компании Luxshare iTech (Чжэцзян) и Luxshare Intelligent Manufacture Technology (Чаншу). В 2020 году Luxshare приобрела два китайских завода по сборке iPhone у компании Wistron.  
В 2021 году Luxshare основала дочернюю компанию в Яньчэне, в 2022 году стала акционером производителя кабельных разъёмов Time Interconnect Technology (Гонконг). В декабре 2023 года американская компания Qorvo договорилась о продаже Luxshare своих сборочных и испытательных полупроводниковых предприятий в Пекине и Дэчжоу.

## Деятельность
Luxshare специализируется на производстве соединителей, разъёмов, проводки и других точных компонентов для компьютерной техники, телекоммуникационного оборудования, бытовой электроники, автомобилей и медицинской техники (в том числе USB-хабов, разъёмов для электро- и телеком кабелей), а также на контрактной сборке смартфонов (в том числе iPhone), умных часов (в том числе Apple Watch), беспроводных наушников (в том числе AirPods), гарнитуры смешанной реальности (в том числе Apple Vision Pro), на производстве антенн, шнуров питания, беспроводных зарядных устройств, оптических модулей, сетевых шлюзов, 5G роутеров, гарнитур виртуальной реальности, умных колонок, систем «умного вождения», металлических и пластиковых компонентов для электроники. Крупнейшими клиентами компании являются Apple, Microsoft, Google, Amazon, HP, Dell и Qorvo, а основными конкурентами — Foxconn, Pegatron, Wistron и Goertek.
Luxshare Precision Industry имеет более 110 производственных фабрик в Китае (провинции Гуандун, Цзянсу, Чжэцзян, Цзянси, Аньхой, Хубэй, Шаньси, Хэбэй, Сычуань и Шаньдун), Вьетнаме (провинции Бакзянг и Нгеан), на Тайване и Филиппинах (Батангас), в Малайзии (Пинанг), Индии (Ченнаи), Германии (Кирспе) и Мексике (Рейноса).
Кроме того, компания имеет 16 центров исследований и разработок в городах Шэньчжэнь, Дунгуань, Сямынь, Шанхай, Сучжоу, Нанкин, Хэфэй, Чучжоу, Далянь, Сиань (КНР), Тайбэй (Тайвань) и Милпитас (США); а также 20 сервисных филиалов в Китае, Гонконге, на Тайване, в Южной Корее, Японии, Сингапуре, США и Великобритании.
По итогам 2022 года основные продажи Luxshare пришлись на бытовую электронику (83,9 %), коммуникационное оборудование (6 %), компьютерное оборудование (5,3 %) и автомобильное оборудование (2,9 %). На международные рынки пришлось 90,6 % оборота компании (основным экспортным рынком является США), на Китай — 9,4 %.

## Акционеры
Контрольный пакет акций Luxshare принадлежит основателям компании Ван Лайчунь и её брату Ван Лайшэну (суммарно семье Ван принадлежит 38,28 % акций). Основными институциональными инвесторами являются Fullgoal Fund Management (1,26 %), China Securities Finance Corporation (1,18 %) и China Asset Management (1,01 %).